# Ammophila pseudonasuta
Ammophila pseudonasuta är en biart som beskrevs av Bytinski-salz in de Beaumont och Hanan Bytinski-salz 1955. Ammophila pseudonasuta ingår i släktet Ammophila och familjen grävsteklar. Inga underarter finns listade i Catalogue of Life.